# 印第賽車
印第賽車（英語：IndyCar，又譯印地賽車）是一設立於美國開輪式賽車的管理機構。印第賽車目前管理兩個系列賽：印第賽車系列賽及其初級賽事印第NXT。機構前身源于1996年的印地赛车联盟（Indy Racing League，IRL），联盟由当时的印第安纳波利斯赛车场老板托尼·乔治（Tony George）创建，是CART的竞争对手。在2008年，IndyCar系列赛与Champ Car世界系列赛（前CART）合并。该系列赛由IndyCar自行管理。
该系列赛的最重要比赛是印第安纳波利斯500。

## 概述
在1996-1997年间，该系列赛简称为印地赛车联盟（Indy Racing League）。1998-1999年，该系列赛赢得了首个冠名赞助商，并被广告宣传为Pep Boys Indy Racing League。在2000年，该系列赛将其命名权出售给了互联网 搜索引擎 Northern Light，并将其命名为Indy Racing Northern Light系列。

## 特寫鏡頭

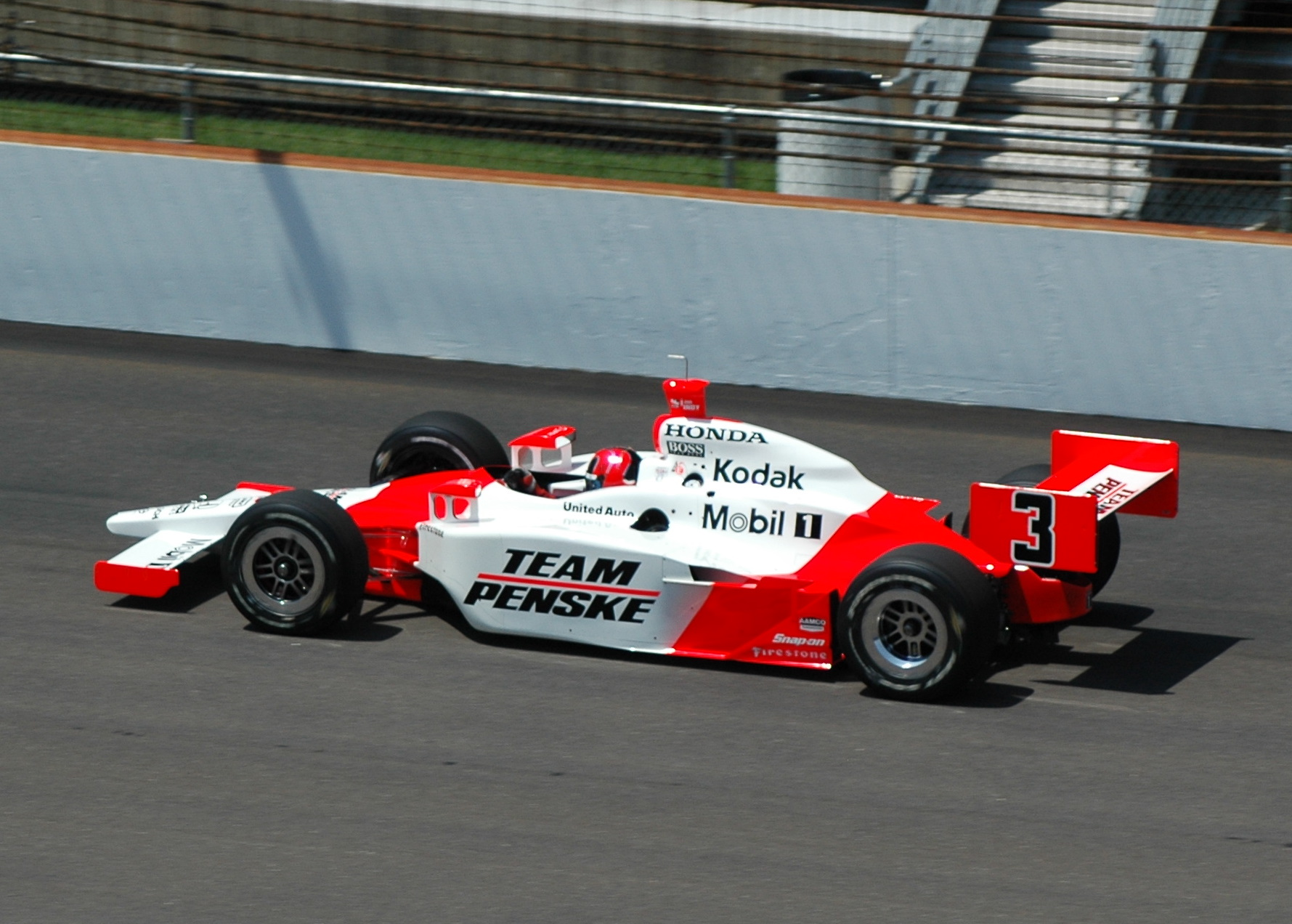
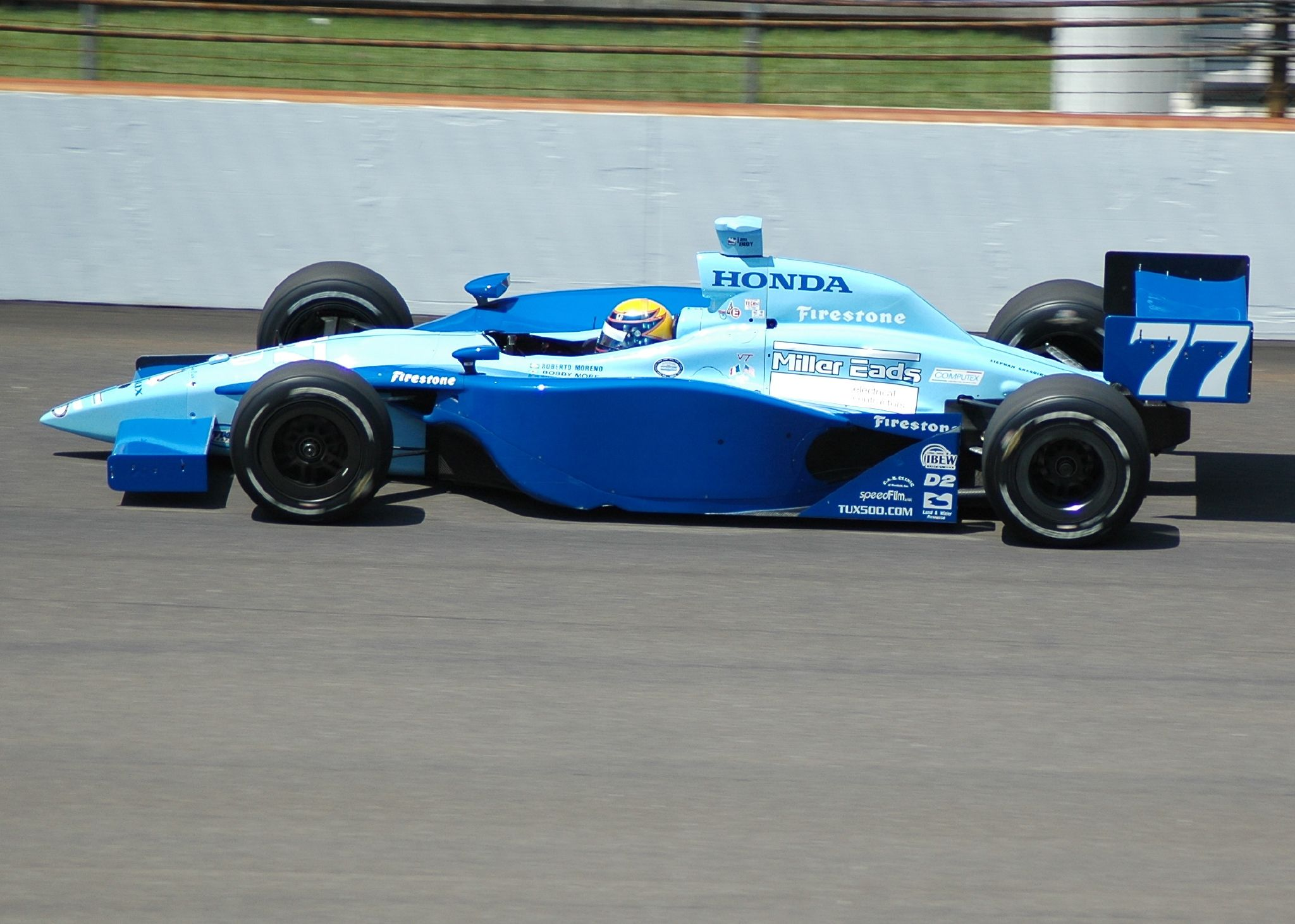
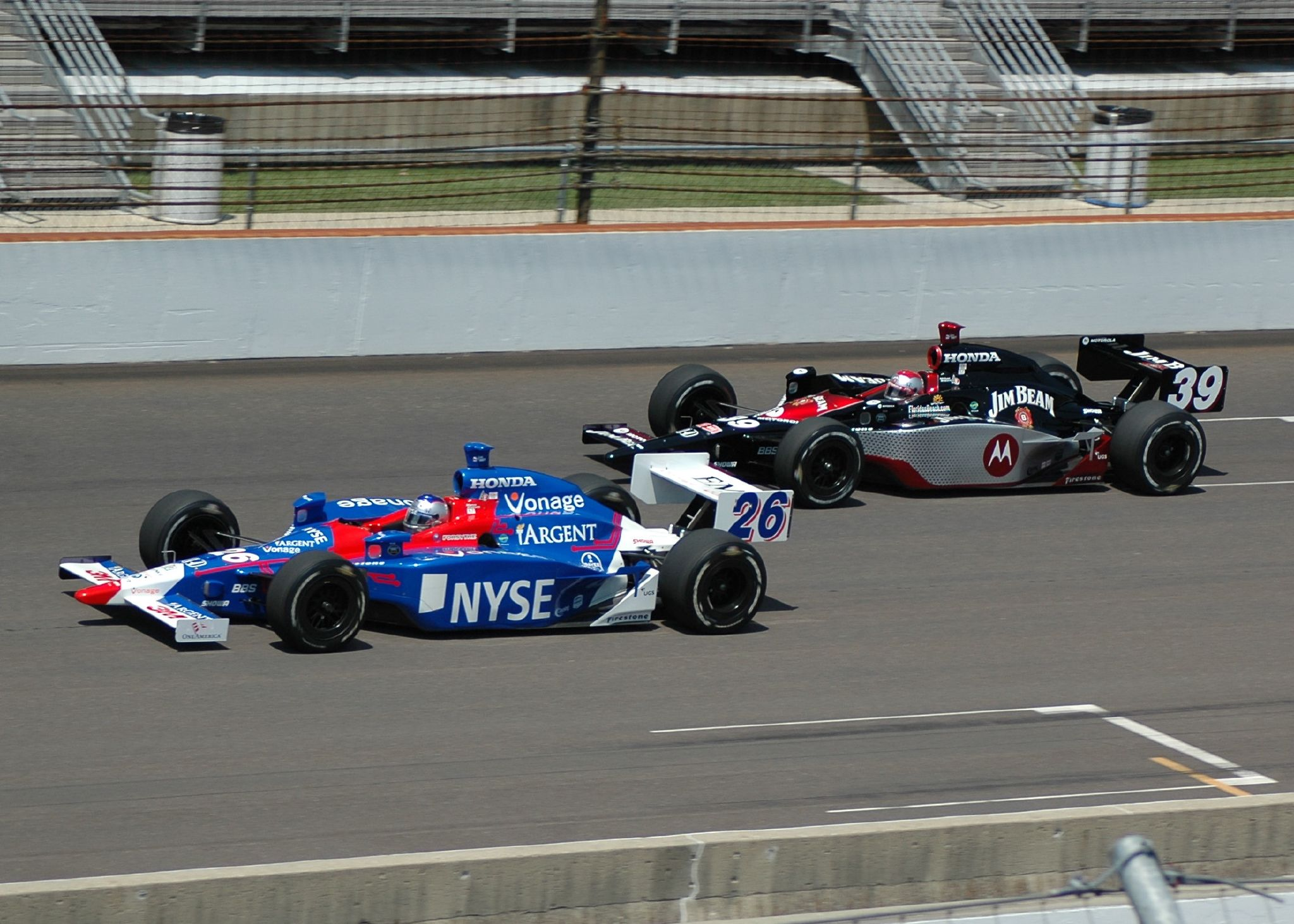
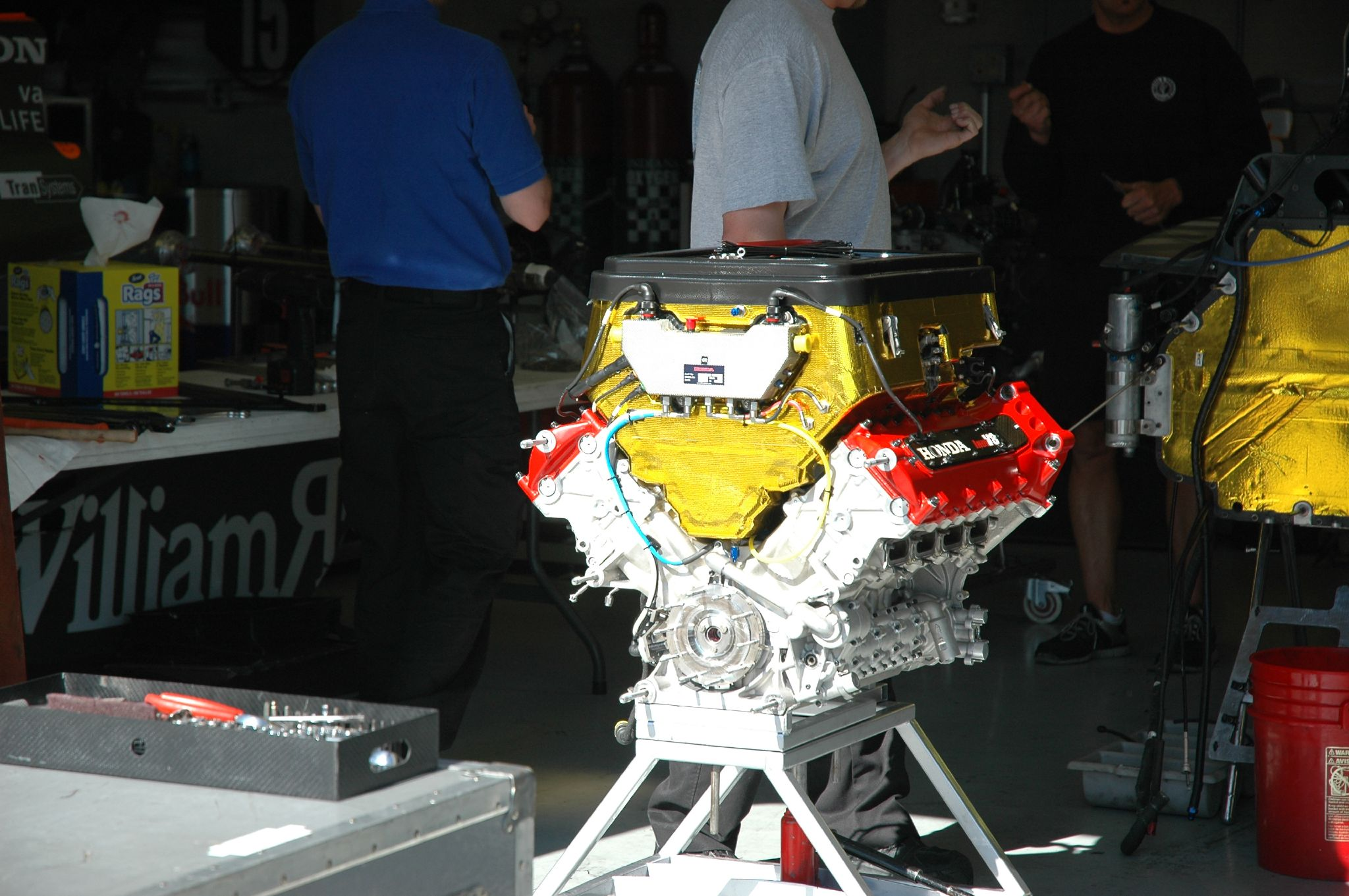

## 外部連結
- 印第賽車官網 （页面存档备份，存于）
- 印第安納波利斯500官網（页面存档备份，存于）
- Versus.com的印第賽車專頁 （页面存档备份，存于）